# 543 a.C.
Séculos: (Século VII a.C. - Século VI a.C. - Século V a.C.)

## Nascimentos
- Dorieu, irmão mais velho de Leônidas I e Cleômbroto (regente), filho primogênito do rei Anaxândrides II e sua primeira esposa. (m. 508 a.C.)

## Mortes
- Tales de Mileto, filósofo, astrónomo e geómetra grego, e um dos Sete Sábios da Grécia.